# حصار غليزان 1958
حصار غليزان 1958 من أكبر العمليات العسكرية الفرنسية لمدينة غليزان والتي إرتكبت فيها عمليات تعذيبية في حق الأهالي بهدف نزع الإعترافهم قصد معرفة مجموعة الثوار الذين هزوا المدينة بسلسلة من التفجيرات التي هزت المدينة .

## أحداث قبل الحصار
شهدت مدينة غليزان 1958 مجموعة من التفجيرات قام بها مجاهدين وذلك بتفجير مناطق تواجد المعمرين بوسط مدينة غليزان مما خلف رعبا في أواسط المحتلين لذلك قرروا التخلص من المقاومة الموجودة بالمدينة .

## 16-02 أوت 1958 أيام الحصار
تعد الأيام من 02  لغاية 16 أوت من سنة 1958 من أحد الأيام المشؤومة بمدينة غليزان إذ هدف الحصار لإجلاء المدنيين البالغ عددهم 2000 مواطن من منازالهم خاصة حي القرابة الشعبي ذي الغالبية المسلمة باتجاه محتشد غارد موبيل وقامت فرقة المظليين بالأمر . وتم كذلك إرسال بعضهم لمزرعة غوتيراس تبعد عن المدينة بـ 02 كلم لإستنطاقهم بطرق وحشية سادتها طرق تعذيبية سقط خلالها أكثر من 100 شهيد .

## شهداء الحصار
خلف الحصار العديد من الشهداء على غرار رئيس سريع غليزان الطاهرزوقاري الذي سمى ملعب المدينة باسمه .

## الحصار في الأدب .
ترجم العديد من الكتاب والروائيين الحصار لروايات ذات قصص حقيقية عاشها الأهالي على غرار:
- محمد سعادي برواية مزرعة غوتيراز [3]